# Domažlice (huyện)
Huyện Domažlice (tiếng Séc: Okres Domažlice) là một huyện (okres) nằm trong vùng Plzeň của Cộng hòa Séc. Huyện Domažlice có diện tích 1140 km², dân số năm 2002 là 58895 người. Thủ phủ huyện đóng ở Domažlice. Huyện này có 86 khu tự quản.

## Các khu tự quản
Huyện Domažlice có 86 khu tự quản sau: